# Erling

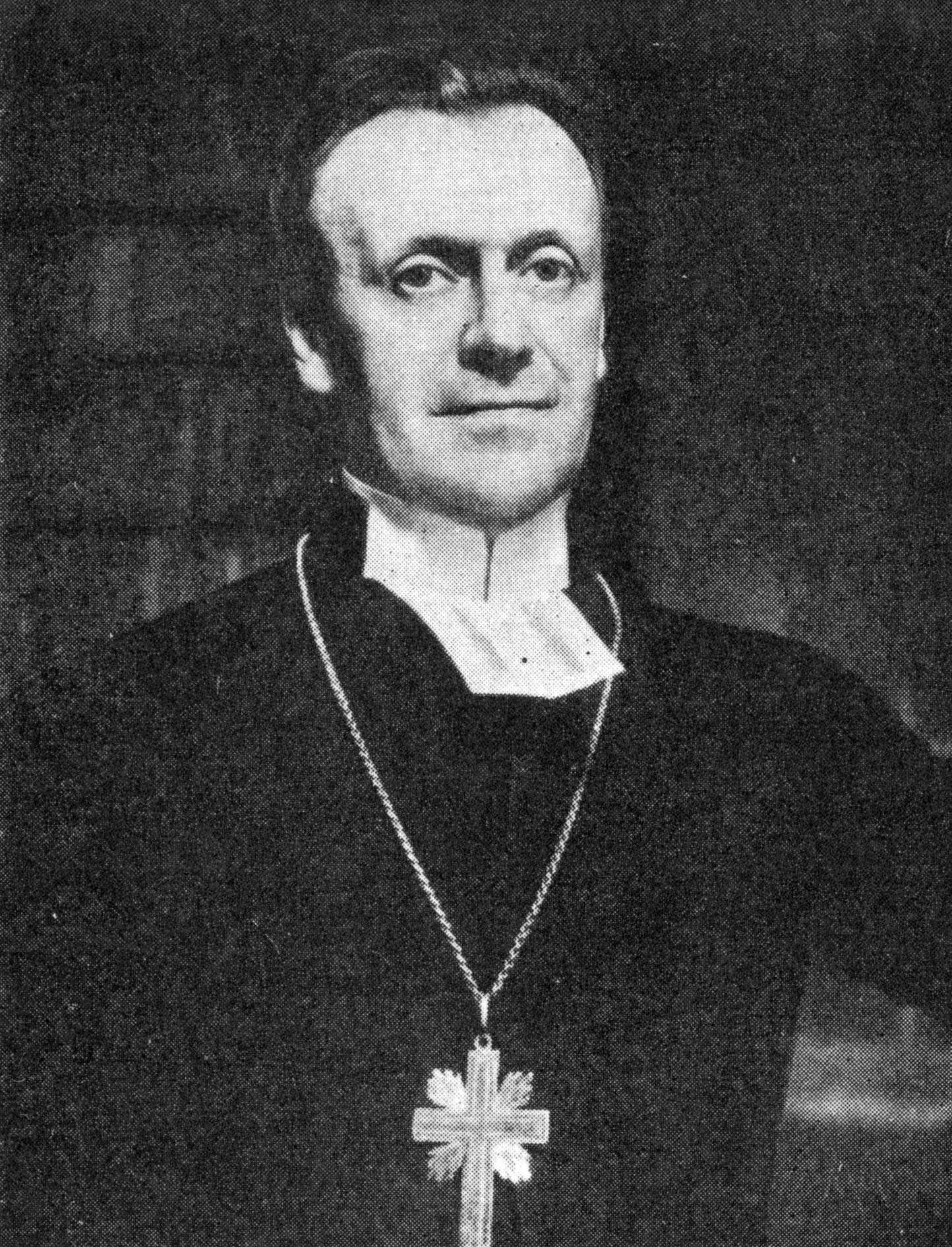
Erling Eidem.

Erling är ett mansnamn med nordiskt ursprung. Första delen av namnet är möjligtvis av en västgermansk form av ordet/titeln Jarl (jfr engelska motsvarigheten Earl) och namnet skulle då betyda Jarlason eller liknande. Det har förekommit som förnamn i Sverige sedan 1200-talet, men var sällsynt fram till 1800-talet. Under medeltiden främst ett namn på norska stormän. 
Namnet var populärt mellan 1930 och 1950 men är idag på nytt ovanligt.
Den 31 december 2012 fanns det totalt 7 657 personer i Sverige med namnet, varav 1 541 med det som förstanamn/tilltalsnamn . År 2003 fick 24 pojkar namnet, men ingen fick det som tilltalsnamn.
Namnsdag: 11 oktober  (sedan 1901)

## Personer med namnet Erling
- Erling Bengtsson - friidrottare
- Erling Edvinsson - friidrottare
- Erling Eidem - tidigare ärkebiskop
- Erling Jevne - norsk längdskidåkare
- Erling Larsen - sångare och skådespelare
- Erling Norrby - professor i virologi, f.d. ständig sekreterare i Kungliga Vetenskapsakademien
- Erling Norvik - norsk konservativ politiker
- Erling Olsen - dansk ekonom och politiker
- Erling Persson - grundare av Hennes & Mauritz
- Erling Stenvägg - norsk hövding
- Ehrling Wahlgren - framgångsrik kroppsbyggare under 1970-talet
- Erling Braut Håland – norsk fotbollsspelare